# Сухопутные черепахи (род)
Сухопутные черепахи (лат. Geochelone) — род сухопутных черепах, распространённых в настоящее время в Азии.

## История и представители

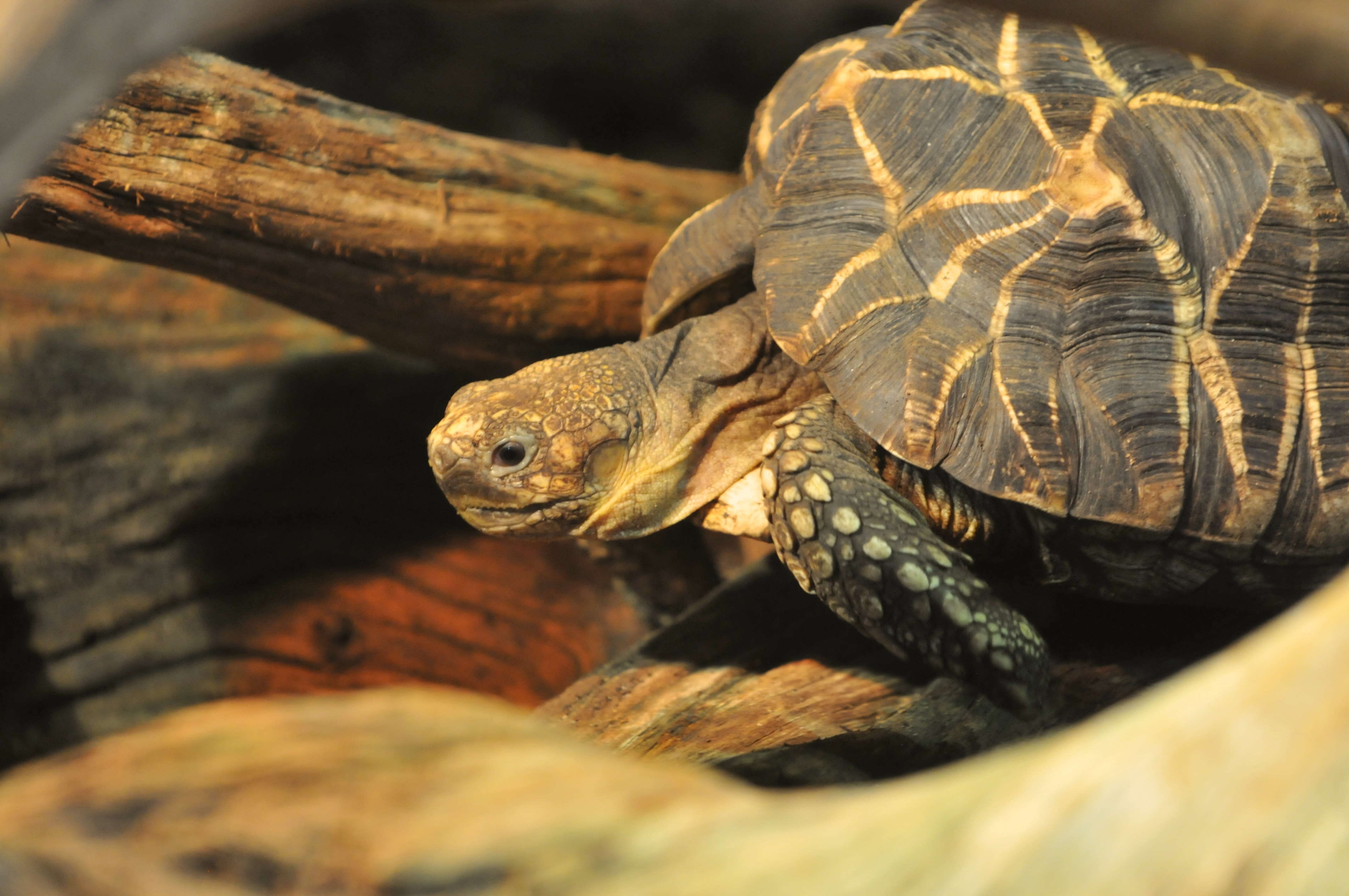
Бирманская черепаха (Geochelone platynota)

Род появился в эоцене, 55,8 млн лет назад. В третичном периоде сухопутные черепахи были распространены гораздо шире, чем сейчас, их ареал охватывал Африку и Северную Америку. Древнейшие окаменелости ипрского яруса найдены на острове Элсмир, Канада.
Современные два вида сухопутных черепах обладают панцирем длиной 15-25 см и обитают в степях и полупустынях Южной Азии.
- Geochelone elegans (Schoepff, 1795) — Звёздчатая черепаха;
- Geochelone platynota (Blyth, 1863) — Бирманская черепаха.

Ранее в род включали также шпороносную (Centrochelys sulcata) и мадагаскарских черепах (Asterochelys). Вместе с бирманской черепахой все они занесены в Красную книгу МСОП.

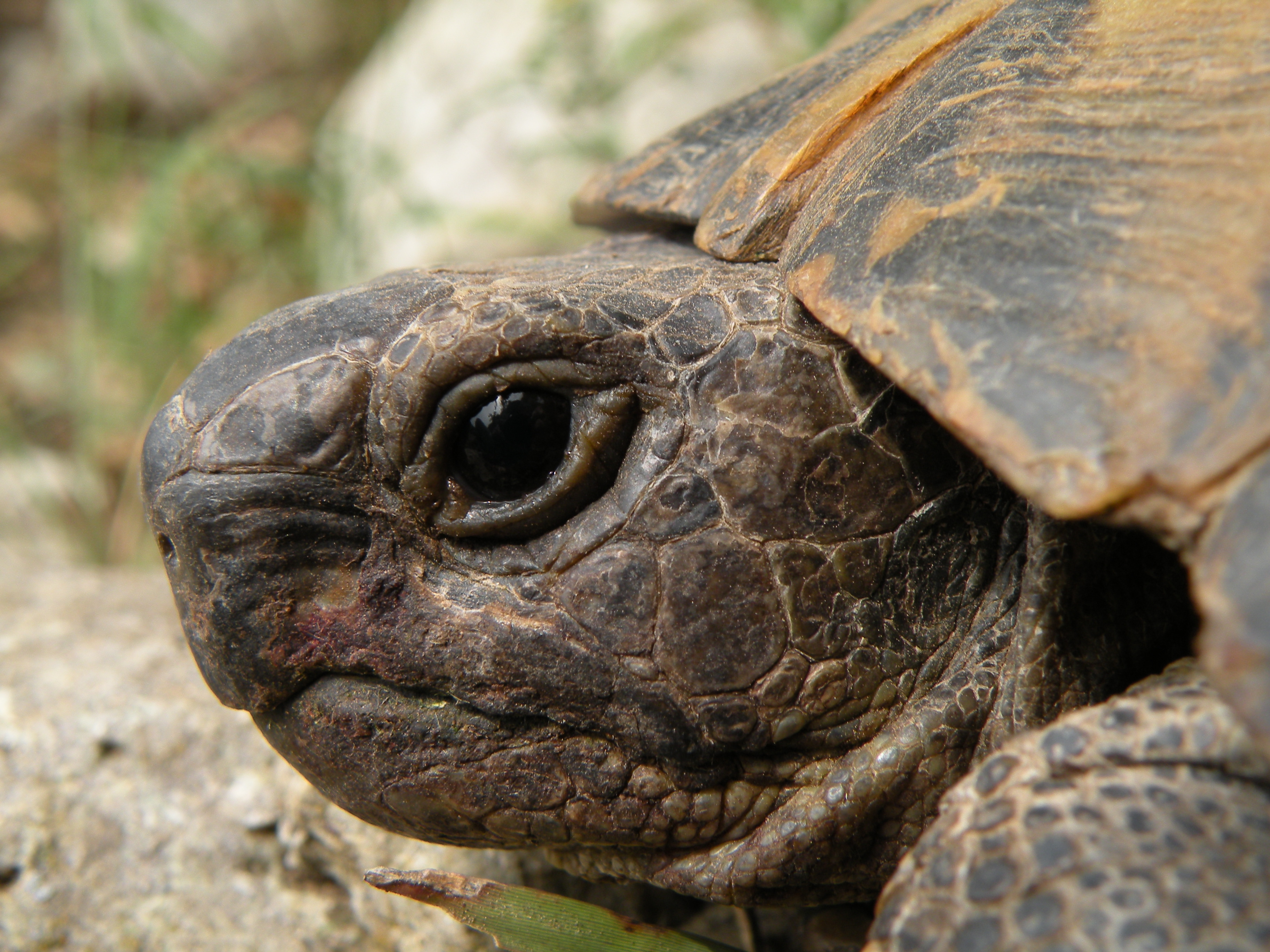
Лицо черепахи

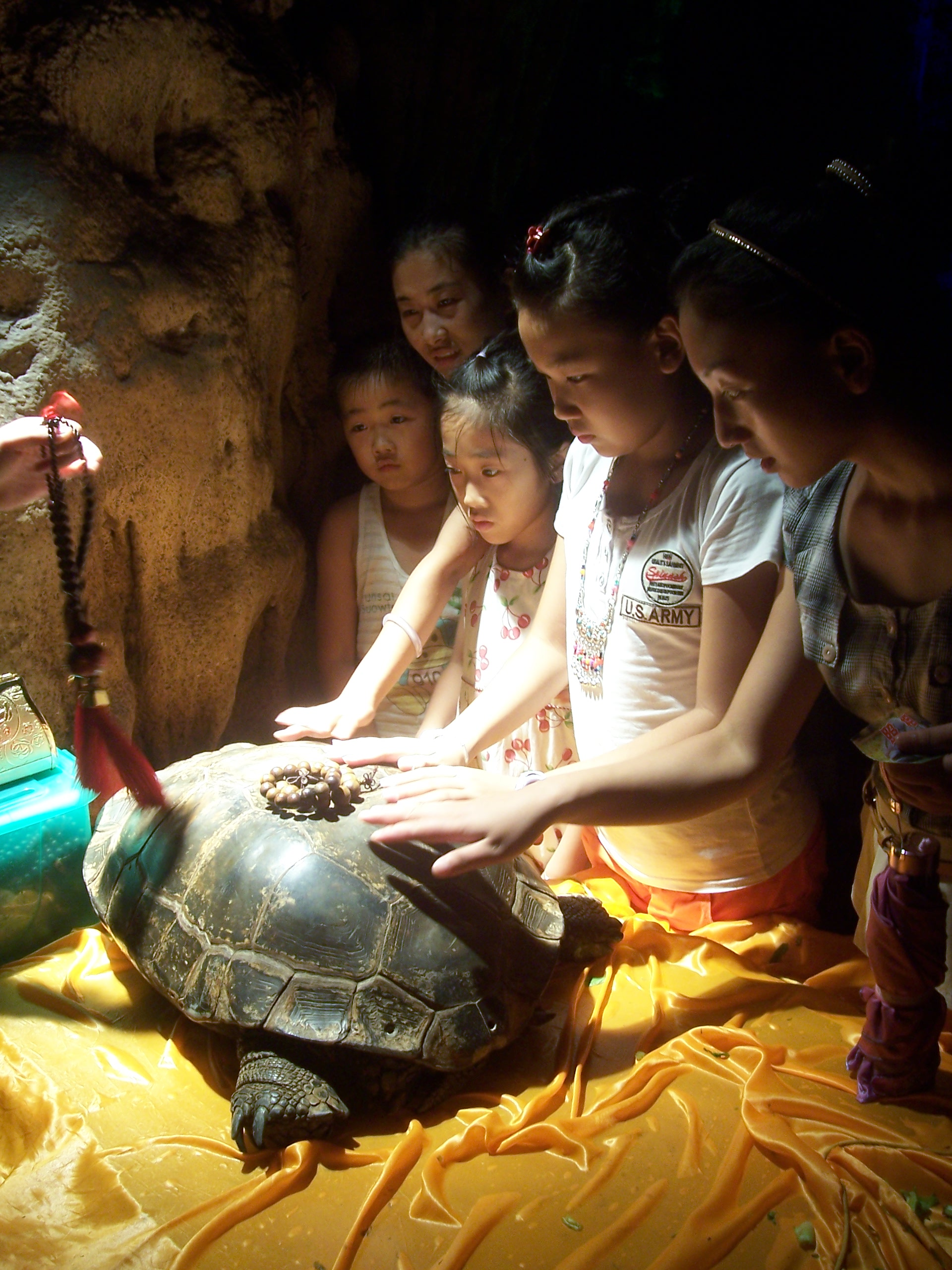
Священная черепаха в Китае

Иногда в род включают африканскую леопардовую черепаху (Geochelone или Stigmochelys pardalis).

### Вымершие виды

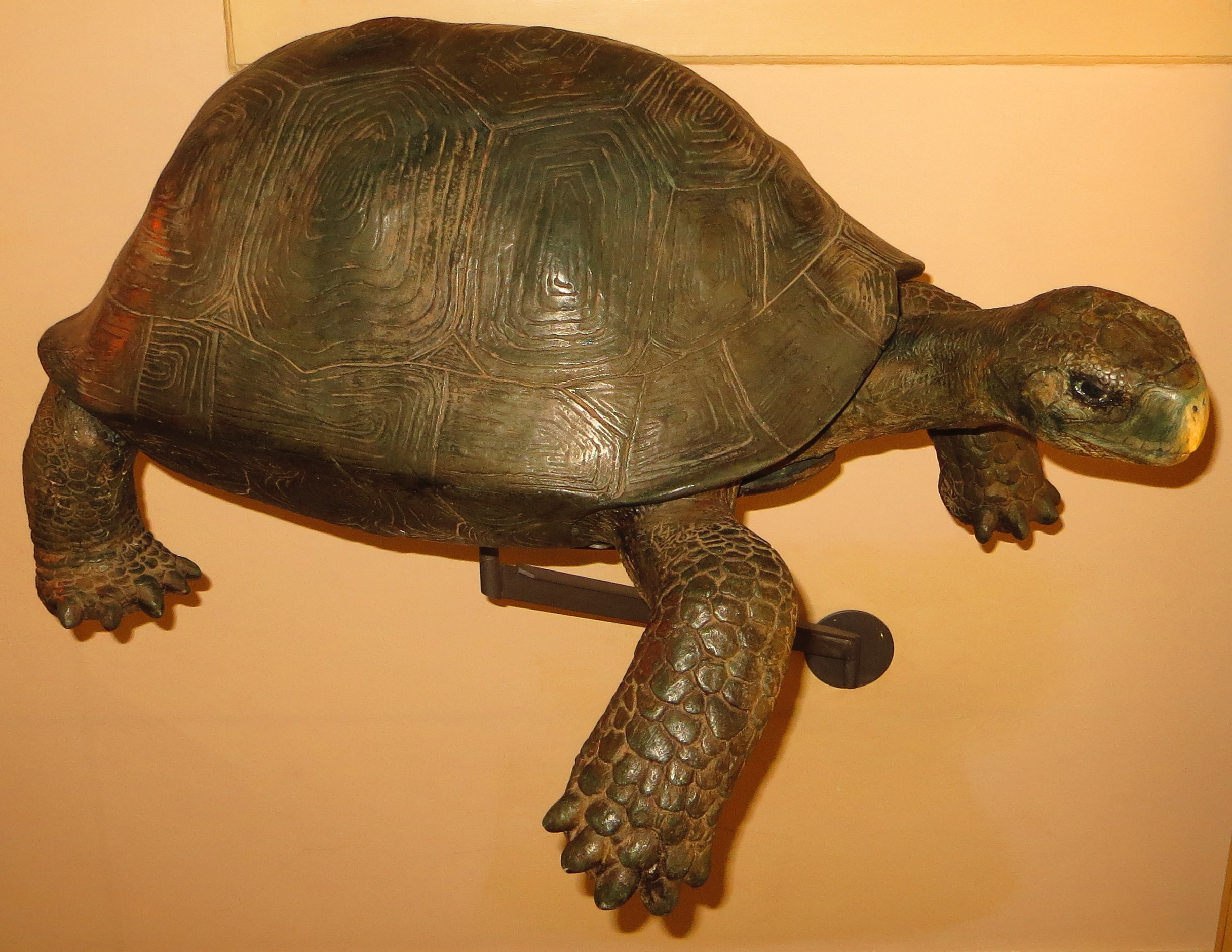
Реконструкция Geochelone burchardi из плейстоцена Тенерифе

- †Geochelone demissa (Gilmore, 1931) — верхний эоцен Монголии[6];
- †Geochelone insolitus (Matthew and Granger, 1923) — эоцен-олигоцен Монголии[7];
- †Geochelone crassa (Andrews, 1914) — ранний миоцен Кении[8];
- †Geochelone stromeri (Meylan and Auffenberg, 1986) — миоцен ЮАР[9];
- †Geochelone laetoliensis (Meylan and Auffenberg, 1987) — плиоцен Танзании[10];
- †Geochelone oskarkuhni (Khosatzky and Mlynarski, 1971) — плиоцен Монголии[11];
- †Geochelone vulcanica (López-Jurado & Mateo, 1993) — плиоцен Гран-Канарии[12], длина панциря доходила до 61 см[13];
- †Geochelone kalganensis (Gilmore, 1931) syn. Hesperotestudo kalganensis — назван по месту находки Калган (ныне Чжанцзякоу)[14], плиоцен-плейстоцен Китая[15];
- †Geochelone burchardi (Ahl, 1926) — плейстоцен Тенерифе[12], крупнейший вид с длиной панциря 65-94 см[13], как и G. vulcanica, обитал на Канарских островах[16].